# Volokolamskaja (station MTsD)
Volokolamskaja (Russisch: Волоколамская) is een station langs de spoorlijn Moskou-Riga dat wordt bediend door lijn D2 van het stadsgewestelijk net van Moskou. Het station werd gebouwd bij de kruising van de spoorlijn en de Arbatsko-Pokrovskaja-lijn van de metro. Overstappers kunnen hier dan ook overstappen tussen het stadsgewestelijk net en de metro via het gelijknamige metrostation.